# Slowakije op de Olympische Zomerspelen 2012
Slowakije nam deel aan de Olympische Zomerspelen 2012 in Londen, Verenigd Koninkrijk.

## Medailleoverzicht
| Sport       | Olympiër                              | Onderdeel | Medaille |
| ----------- | ------------------------------------- | --------- | -------- |
| Schietsport | Zuzana Štefečekov                     | trap (v)  | Zilver   |
| Kanovaren   | Michal Martikán                       | slalom C1 | Brons    |
| Kanovaren   | Pavol Hochschorner Peter Hochschorner | slalom C2 | Brons    |
| Schietsport | Danka Barteková                       | skeet (v) | Brons    |

## Deelnemers en resultaten
Het overzicht van de deelnemers en hun resultaten volgt.

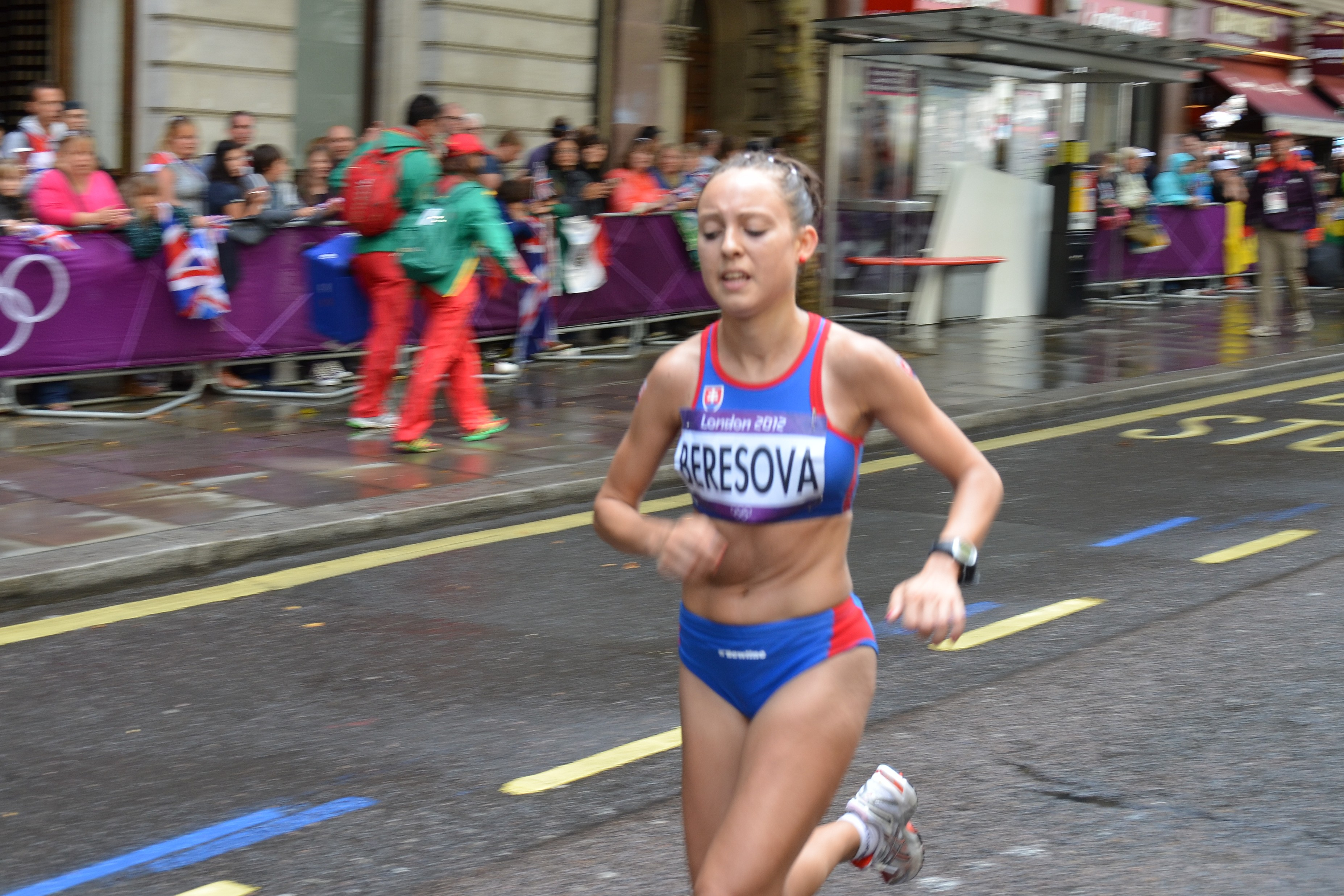
Katarina Berešová in de marathon

### Kanovaren
| Olympiër        | Onderdeel | Resultaat | Prestatie |
| --------------- | --------- | --------- | --------- |
| Michal Martikán | slalom C1 | Brons     | 98,31     |

### Tennis
| Olympiër                              | Onderdeel      | Resultaat  | Prestatie                                                                                                |
| ------------------------------------- | -------------- | ---------- | --- |
| Martin Kližan                         | enkelspel (m)  | 1e ronde   | 1e ronde: USA Andy Roddick 5-7, 4-6                                                                      |
| Lukáš Lacko                           | enkelspel (m)  | 1e ronde   | 1e ronde: GER Philipp Petzschner 6-7(5), 1-6                                                             |
| Martin Klizan Lukáš Lacko             | dubbelspel (m) | 1e ronde   | 1e ronde: SRB Janko Tipsarević / Nenad Zimonjić 3-6, 3-6                                                 |
|                                       |                |            | |
| Dominika Cibulková                    | enkelspel (v)  | 1e ronde   | 1e ronde: BUL Tsvetana Pironkova 6-7(4), 2-6                                                             |
| Daniela Hantuchová                    | enkelspel (v)  | 1/8 finale | 1e ronde: CHN Na Li 6-2, 3-6, 6-3 2e ronde: FRA Alizé Cornet 6-3, 6-0 1/8 finale: DEN Caroline Wozniacki |
| Dominika Cibulková Daniela Hantuchová | dubbelspel (v) | 1e ronde   | 1e ronde: POL Agnieszka Radwańska / Urszula Radwańska 2-6, 1-6                                           |

### Wielersport
| Olympiër    | Onderdeel        | Resultaat | Prestatie |
| Weg         | Weg              | Weg       | Weg       |
| ----------- | ---------------- | --------- | --------- |
| Peter Sagan | wegwedstrijd (m) | 34e       | 5u46'37"  |

### Zwemmen
| Olympiër             | Onderdeel             | Resultaat | Prestatie |
| -------------------- | --------------------- | --------- | --------- |
| Tomáš Klobučník      | 200 m schoolslag (m)  | 23e       |           |
| Miroslava Syllabová  | 50 m vrije slag (v)   | 39e       |           |
| Katarína Filová      | 100 m vrije slag (v)  | 31e       |           |
| Katarína Filová      | 200 m vrije slag (v)  | 28e       |           |
| Denisa Smolenová     | 100 m vlinderslag (v) | 28e       |           |
| Denisa Smolenová     | 200 m vlinderslag (v) | 21e       |           |
| Katarína Listopadová | 200 m wisselslag (v)  | 29e       |           |